# Sterculia darbyshirei
Sterculia darbyshirei är en malvaväxtart som beskrevs av I.G.M.Tantra. Sterculia darbyshirei ingår i släktet Sterculia och familjen malvaväxter. Inga underarter finns listade i Catalogue of Life.